# Turmhügel Fahring
Der Turmhügel Fahring (bisweilen auch als Turmhügel Theobald bezeichnet) ist eine abgegangene mittelalterliche Turmhügelburg (Motte) in Fahring, einem Gemeindeteil der niederbayerischen Gemeinde Baierbach im Landkreis Landshut. Die Anlage wird als Bodendenkmal unter der Aktennummer D-2-7539-0019 als „verebneter Turmhügel des Mittelalters“ geführt.

## Beschreibung
Der Turmhügel Fahring liegt in einer feuchten Niederung am Zusammenfluss des Wastlöder Baches und des Lohhuber Grabens 720 m südwestlich von Fahring. Der 5 m hohe Hügel bestand aus aufgeschüttetem Material, das aber nach 1891 abgetragen wurde. Eine schwache runde Bodenerhebung und der Flurname Burgstallwiese auf älteren Karten erinnern noch an diese Motte. Bei der Durchführung wasserbautechnischer Maßnahmen wurde 1970 festgestellt, dass der Turmhügel einen Durchmesser von etwa 40 m hatte und an einer Stelle stand, an der man zuvor eine 1 m dicke Torfschicht innerhalb eines Spundwandkreises aus senkrechten Stämmen abgetragen hatte und durch eine Drainage aus parallel gelegten Stämmen in drei Lagen übereinander in Fließrichtung des Wassers ersetzt hat. Nach außen hin wurde zum Abfangen des Hügeldrucks ein Kranz aus radial angeordneten kürzeren Baumstämmen in schräger Lage angebracht.